# خدمة استضافة نظام أسماء النطاقات
خدمة استضافة نظام أسماء النطاقات  DNS hosting service هي الخدمة التي تشغل خوادم نظام أسماء النطاقات DNS Servers . معظم وليس كل مسجلي أسماء النطاقات domain name registrars يقومون بتضمين خدمة استضافة نظام أسماء النطاقات DNS hosting في نفس الوقت ويتم التضمين اثناء التسجيل. يوجد أيضا خدمة استضافة نظام أسماء النطاقات المجانيه. العديد من خدمات ما يسمى الطرف الثالث third-party DNS hosting services تمدنا بنظام أسماء النطاقات الديناميكي Dynamic DNS.
خدمة استضافة نظام أسماء النطاقات DNS hosting service تكون خدمه مثلى عندما يكون المزود Provider له العديد من الخوادم في العديد من المناطق الجغرافيه والتي تمدنا بالمرونة وتقليل التأخير Latency للعملاء حول العالم.
بوجود مشغلات نظام أسماء النطاقات operating DNS nodes بالقرب من المستخدم النهائي، تصبح مسيرة رحلة الاستعلامات DNS queries أقصر، ينتج عن ذلك سرعه في ظهور عناويين الويب Web address resolution
يمكن ان يكون نظام أسماء النطاقات ذاتي الاستضافة DNS self-hosted ويتم ذلك عن طريق تشغيل برمجيات DNS software على خدمات الاستضافة الإنترنت العامه generic Internet hosting services .

## خدمات استضافة الإنترنت Internet hosting service
خدمات استضافة الإنترنت هي خدمات تعمل على خوادم أو سرفرات الإنترنت، وتسمح للمنظمات والافراد بتقديم خدمة المحتوى للانترنت.
استضافة موقع الويب هو نوع شائع من الاستضافة. معظم ممدي الاستضافات
هناك العديد من مستويات الخدمة والعديد من عروض الخدمات تقدم عروض لمجموعه من الخدمات المندمجه كاستضافة البريد الإلكتروني على سبيل المثال. خدمة خدمة استضافة نظام أسماء النطاقات غالبا تكون حزمه مضافه ومجمعه مع التسجيل للنطاق.

## مزود خدمة الإنترنت ISP
المقال الرئيسي مزود خدمة الإنترنت

## استضافة الويب
```
المقال الرئيسي 
استضافة الويب
```